# Eslovênia nos Jogos Olímpicos de Verão de 2004
A Eslovênia competiu nos Jogos Olímpicos de Verão de 2004, em Atenas, na Grécia.

## Medalhistas

### Prata
- Remo - Skiff duplo masculino: Luka Špik e Iztok Čop

### Bronze
- Atletismo - 800 metros feminino: Jolanda Čeplak
- Judô - Peso meio-médio feminino (até 63 kg): Urška Žolnir
- Vela - Laser: Vasilij Žbogar

## Desempenho

### Atletismo
Masculino
| Atletas         | Evento           | Preliminar | Preliminar | Quartas | Quartas | Semifinal   | Semifinal   | Final       | Final       |
| Atletas         | Evento           | Marca      | Posição    | Marca   | Posição | Marca       | Posição     | Marca       | Posição     |
| --------------- | ---------------- | ---------- | ---------- | ------- | ------- | ----------- | ----------- | ----------- | ----------- |
| Matic Osovnikar | 100 metros rasos | 10s15      | 9º         | 10s26   | 25º     | Não avançou | Não avançou | Não avançou | Não avançou |

### Natação
Masculino
| Peter Mankoč | 50 m livre   | DNS        | DNS | Não avançou | Não avançou | Não avançou | Não avançou | Não avançou | Não avançou |
| Bojan Zdešar | 1500 m livre | 15min31s57 | 20º |             |             | Não avançou | Não avançou |             |             |

### Remo
Masculino
| Equipe        | Evento        | Eliminatórias | Eliminatórias | Repescagem | Repescagem | Semifinal | Semifinal | Final   | Final                |
| Equipe        | Evento        | Tempo         | Posição       | Tempo      | Posição    | Tempo     | Posição   | Tempo   | Posição (Pos. final) |
| ------------- | ------------- | ------------- | ------------- | ---------- | ---------- | --------- | --------- | ------- | -------------------- |
| Davor Mizerit | Skiff simples | 7m24s60       | 3º R          | 7m01s31    | 1º S A/B/C | 7m04s07   | 3º FB     | 6m55s64 | 3º (9º)              |